# Kohlhasenwinkel (Königsberg)
Der Kohlhasenwinkel war der Löbenichtsche Stadthof in Königsberg (Preußen).
Von berankten Häusern mit Fachwerkschuppen und Stallungen umsäumt, lag der mit Bonbonpflaster belegte Hof östlich der Kohlgasse am Hinteranger, unmittelbar nördlich der katholischen Propsteikirche. Der Name erinnerte an die Kohläcker vor den Mauern und Toren der Ackerstadt Löbenicht, in denen Hasen ihr Auskommen hatten. „Der Gartenpavillon der Probstei mit seiner Kuppel, das Grün der Bäume, der majestätische Bau der katholischen Kirche und der glänzende Helm der Sackheimer Kirche umschlossen das oft und gern gemalte schöne Bild.“
Der Kohlhasenwinkel blieb bis 1944 erhalten. An seiner Stelle stehen heute Plattenbauten. Wenig östlich, an der gegenüberliegenden Seite der früheren Landhofmeisterstraße (heute Uliza Sergeja Tjulenina), ist das Gebäude der Ostpreußischen Generallandschaftsdirektion teilweise erhalten.